# Najim Laachraoui
Najim Laachraoui (en arabe : نجم العشراوي), né le 18 mai 1991 à Ajdir-Taza
(Maroc) et mort le 22 mars 2016 à Zaventem, est un terroriste islamiste belgo-marocain ayant grandi et résidé dans la commune de Schaerbeek.

## Biographie
Il est le frère de Mourad Laachraoui, taekwondoïste belge. Les deux hommes ne se sont plus parlé depuis que Najim est parti en Syrie en février 2013,,. 
À son arrivée en Syrie, Najim Laachraoui rejoint le Majlis Shura al-Mujahideen,, un groupe djihadiste basé à Kafr Hamra (en) qui sera rapidement absorbé par Daech. 
En Syrie, il fait partie des geôliers chargés de garder les otages occidentaux détenus d'abord à Alep, puis à Raqqa,.
En décembre 2014, Najim Laachroui félicite sur Twitter Bilal Nzohabonayo, l'auteur de l'attaque au couteau du commissariat de Joué-lès-Tours, déclarant à son propos : « il a très bien compris que les musulmans vivaient une situation de guerre totale ». 
De retour d'un séjour en Syrie, 9 septembre 2015, Salah Abdeslam le récupère avec Mohamed Belkaïd à la gare de Budapest-Keleti, où ils l'attendaient depuis une semaine, pour le ramener à Bruxelles. Contrôlés sur une autoroute autrichienne à Aistersheim, les passagers voyagent sous les fausses identités de Soufiane Kayal et Samir Bouzid,.
Il est l'artificier des attentats du 13 novembre 2015 en France et présenté comme tel par l'État islamique dans son magazine Dabiq qui le nomme « Abū Idrīs al-Baljīkī (le Belge) ».
Il est ensuite l'un des trois kamikazes auteurs des attentats du 22 mars 2016 à Bruxelles.